# جاي بولغر
جاي بولغر (بالإنجليزية: Jay Bulger)‏ هو مخرج أمريكي، ولد في 19 أغسطس 1982.

## وصلات خارجية
- جاي بولغر على موقع IMDb (الإنجليزية)
- جاي بولغر على موقع ميوزك برينز (الإنجليزية)
- جاي بولغر على موقع قاعدة بيانات الفيلم (الإنجليزية)